# Doctor Raul Peña (distrito)
Doctor Raúl Peña é um distrito do Paraguai localizado no departamento do Alto Paraná. Fundado em 1977 pelo paranaense teuto-brasileiro Plinio Keeman como "Nueva Rondon", pois o mesmo era originário de Marechal Cândido Rondon (Paraná). Emancipada em 11 de setembro de 2012, sendo independente do município de Naranjal.

## Transporte
O município de Doctor Raúl Peña é servido pela seguinte rodovia:
- Ruta 06, que liga Minga Guazú ao município de Encarnación (Departamento de Itapúa) [2][3][4]